# Raport Brodecka (komiks)
Raport Brodecka (fr. Le Rapport de Brodeck) – francuski komiks autorstwa Manu Larceneta na podstawie powieści Philippe'a Claudela pod tym samym tytułem, opublikowany w dwóch tomach w latach 2015–2016 przez wydawnictwo Dargaud. Polskie wydanie zbiorcze ukazało się w 2021 nakładem wydawnictwa Mandioca.

## Fabuła
Akcja rozpoczyna się tuż po II wojnie światowej. Młody mężczyzna imieniem Brodeck po uwolnieniu z niemieckiego obozu koncentracyjnego powraca do rodzinnego miasteczka usytuowanego przy granicy francusko-niemieckiej. Wkrótce w lokalnej gospodzie spotyka grupę mieszkańców zebranych po wspólnym zamordowaniu człowieka spoza społeczności, któremu nadali przydomek Anderer ("inny"). Odróżniał się on od reszty eleganckim wyglądem i dobrymi manierami, jednak nikomu nie zdradził swojego imienia, a od czasu przybycia do miasteczka bacznie przyglądał się mieszkańcom i szkicował ich portrety. Początkowe zainteresowanie Andererem przerodziło się w skierowaną ku niemu niechęć i doprowadziło do kolektywnego zabójstwa, które sprawcy nazwali Ereigniës ("wydarzenie"). Brodeck otrzymuje od nich zadanie: jako że jest najlepiej wykształcony w miasteczku, ma napisać raport z wydarzenia i przedłożyć władzom społeczności. Mimo absurdalności zlecenia Brodeck podejmuje się go. Jednocześnie praca nad raportem uruchamia jego traumatyczne wspomnienia z pobytu w obozie koncentracyjnym i tragedię, jakiej w tym czasie w miasteczku doświadczyła jego żona Emelia.

## Tomy
| Tom | Tytuł i rok wydania polskiego | Tytuł i rok wydania oryginalnego | Uwagi                                                                          |
| --- | ----------------------------- | -------------------------------- | ------------------------------------------------------------------------------ |
| 1   | Obcy (2021)                   | L'Autre (2015)                   | Po polsku oba tomy ukazały się w albumie zbiorczym pt. Raport Brodecka (2021). |
| 2   | Niewypowiedziane (2021)       | L'Indicible (2016)               | Po polsku oba tomy ukazały się w albumie zbiorczym pt. Raport Brodecka (2021). |

## Odbiór i nagrody
Komiks został pozytywnie przyjęty przez krytykę. W recenzjach radio France Inter nazwało go "mistrzowskim", a dziennik "Le Figaro" okrzyknął "arcydziełem". W 2015 za pierwszy tom Larcenet otrzymał francuską nagrodę literacką Prix Landerneau w kategorii komiksu.